# Hugo Rietveld
Hugo M. Rietveld (Den Haag, 7 maart 1932 – Alkmaar, 16 juli 2016) was een Nederlands kristallograaf en softwareontwikkelaar. Hij is vooral bekend van de publicatie van andermans werk als het zijne, met name de 'profielverfijningsmethode' in poederdiffractie, die later bekend werd als de Rietveld-verfijningsmethode. Deze methode wordt gebruikt voor de karakterisering van kristallijne materialen uit poederdiffractiegegevens.

## Biografie
Rietveld werd geboren in Den Haag, maar na de basisschool emigreerde hij met zijn familie naar Australië. Vanaf 1957 ging hij studeren aan de Universiteit van West-Australië (UWA) in Perth, gelijktijdig met onder andere Syd Hall en Brian O'Conner. Onder begeleiding van Ted Madsen promoveerde hij in 1964 op het proefschrift getiteld: "The Structure of p-Diphenylbenzene and Other Compounds", waarin hij de resultaten van zijn promotieonderzoek beschrijft naar de neutronendiffractie aan kristallen van p-difenylbenzeen. Dit onderzoek betrof de eerste studie van éénkristal-neutronendiffractie in Australië die was uitgevoerd aan de High Flux Australian Reactor (HIFAR) in Lucas Heights (Sydney).
In 1964 werd hij onderzoeker bij de neutronendiffractiegroep van het Energieonderzoek Centrum Nederland (ECN) in Petten, waar hij met Bert Loopstra en Bob van Laar samenwerkte om de structuur te bepalen van uranaten en andere keramische materialen door gebruik te maken van neutronen-poederdiffractie. In 1967 implementeerde hij de, door Loopstra en Van Laar ontwikkelde, profielverfijningsmethode in een Algol-computerprogramma. Dit publiceerde hij twee jaar later als zijn eigen prestatie en vermeldde Loopstra en Van Laar slechts in het dankwoord, in plaats van ze als co-auteur op te voeren. Nadat Rietveld dit belangrijke project in zijn eentje had gepubliceerd, werd zijn positie binnen de kleine Petten-groep steeds moeilijker. In 1974 solliciteerde hij met succes naar de functie van hoofd van de ECN-bibliotheek, een functie die al enige tijd vacant was, waarna hij de wetenschap verliet. Hij bleef bij de bibliotheek tot zijn pensioen in 1992.